# Agathiphaga queenslandensis
Agathiphaga queenslandensis är en fjärilsart som beskrevs av Lionel Jack Dumbleton 1952. Agathiphaga queenslandensis ingår i släktet Agathiphaga och familjen Agathiphagidae. Inga underarter finns listade i Catalogue of Life.

## Bildgalleri

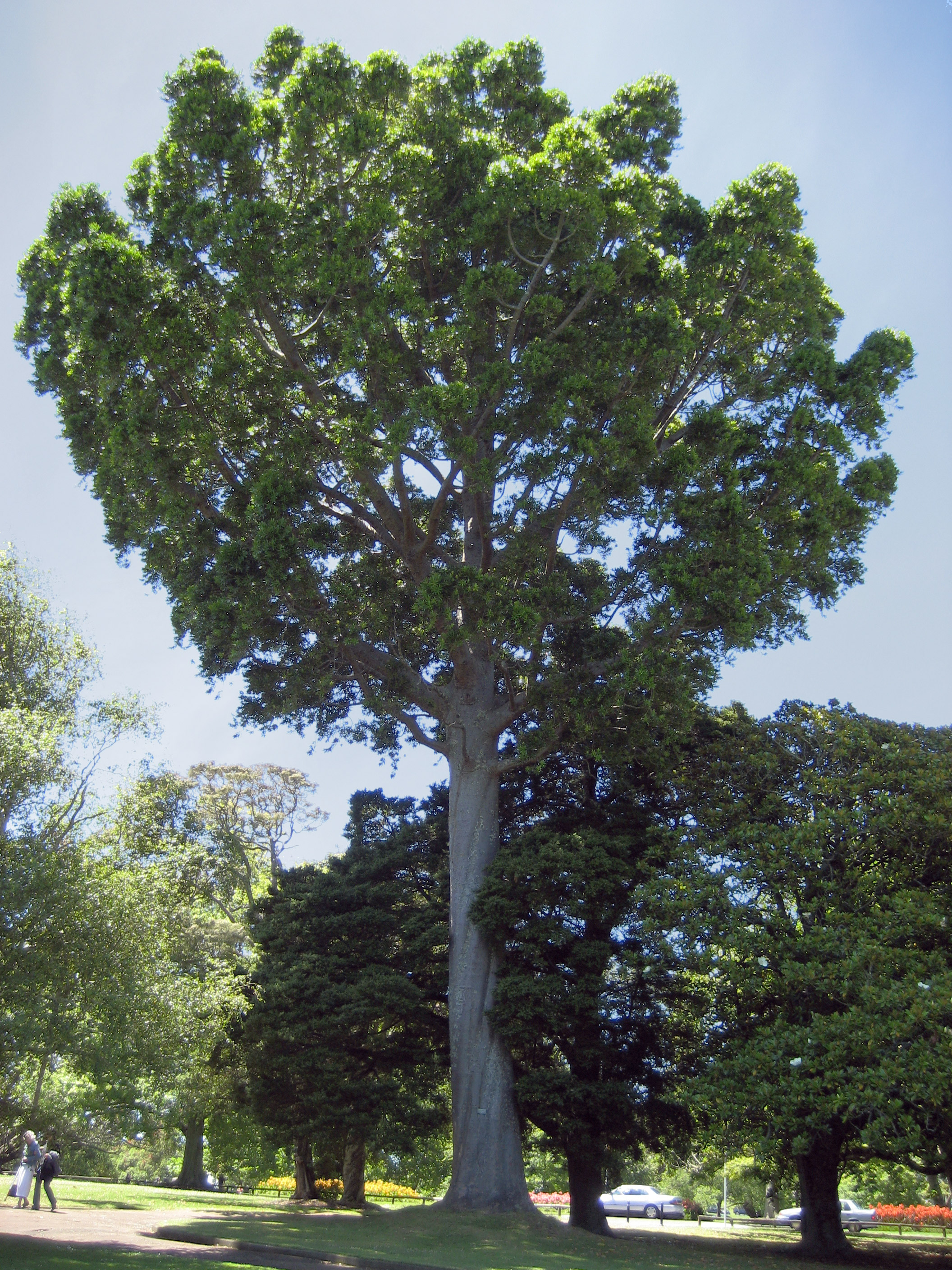